# Марсел Міннарт
Марсел Ґіллес Йозеф Міннарт (нід. Marcel Gilles Jozef Minnaert, 12 лютого 1893, Брюгге, Бельгія — 26 жовтня 1970, Утрехт, Нідерланди) — бельгійський і голландський астроном, член Нідерландської (Амстердам), Бельгійської (Брюссель) і багатьох інших академій наук.

## Життєпис
У 1914 закінчив Гентський університет за спеціальністю біологія, потім вивчав фізику і математику в Лейденському університеті. У 1916—1918 викладав фізику в Гентському університеті. Під час Першої світової війни Міннарт був прихильником Фламандської громади і прийняв заміну французької мови нідерландською в період німецької окупації. У зв'язку з цим після закінчення війни він був змушений втекти з Бельгії. У 1918 Міннарт став працювати в Утрехтському університеті в Нідерландах, там він проводив фотометричні дослідження. В Утрехті він зацікавився астрономією і вивченням Сонця, спеціалізувався на спектроскопії та вивченні зоряних атмосфер. З 1920 працював в обсерваторії Утрехтського університету (у 1937—1963 — професор астрономії університету і директор обсерваторії). У 1942—1944 був в'язнем фашистського концтабору.
У 1937 Міннарт був призначений директором зоряної обсерваторії Сонненборг в Утрехті і професором астрономії в університеті. У 1940 він видав свій знаменитий «Атлас сонячного спектру Утрехта», а в 1941 вивів функцію Міннарта, яка використовується для оптичних вимірювань небесних тіл.
У період німецької окупації Нідерландів під час Другої світової війни Міннарт був запроторений у в'язницю через свої антифашистські погляди. Під час ув'язнення він викладав фізику і астрономію іншим ув'язненим. Після закінчення війни став одним із засновників математичного центру в Амстердамі.

## Науковий внесок
Основні наукові роботи відносяться до сонячної фізики. Виконав низку досліджень лінійного і безперервного спектру Сонця, результатом яких став виданий в 1940 фундаментальний фотометричний атлас сонячного спектру для області довжин хвиль 3332-8771 Å (спільно з Д. Мюлдерсом і Я. Хаутгастом) і таблиці сонячних фраунгоферових ліній для області 2935-8770 Å (спільно з Ш. Мур-Сіттерлі і Я. Хаутгастом). Розробив метод кількісного аналізу атмосфер Сонця і зірок за їхніми спектрами за допомогою кривих росту, які пов'язують число атомів, що беруть участь в утворенні лінії поглинання, з інтенсивністю лінії. Цей метод вперше дозволив отримати кількісні оцінки хімічного вмісту елементів в атмосферах зірок і деякі фізичні параметри атмосфер. Виконав кількісний аналіз безперервного спектру корони і спектру хромосферних спалахів.
Міннарт був різносторонньо розвиненою людиною і крім усього іншого цікавився бульбашками і музичною природою звуків, що створюються проточною водою. У 1933 він розв'язав задачу про акустичну частоту резонансу окремої бульки у воді (так званий резонанс Міннарта).
Автор ряду широко відомих науково-популярних книг з астрономії та фізичної метеорології. Однією з галузей досліджень Марселя Міннарта було вплив атмосфери на світло і образи. Його класична книга з цієї теми була випущена під назвою «Світло і колір в природі» у 1954 (перекладено на російську мову «Світло і колір в природі» (1-е вид. 1959, 2-е вид. 1969) і «Практична астрономія» (1971). Особливого визнання заслуговує діяльність Міннарта по зміцненню дружніх зв'язків між астрономами різних країн; протягом багатьох років він очолював комісію Міжнародного астрономічного союзу з обміну між астрономами.

## Відзнаки і нагороди
- Золота Медаль Королівського Астрономічного товариства (1947)
- Медаль Кетрін Брюс Тихоокеанського Астрономічного Товариства (1951)
- Премія ім. Жансена Французького Астрономічного Товариства (1966)

На його честь названі:
- Астероїд 1670 Міннарт.
- Кратер Міннарт на Місяці .
- Один із корпусів університетського містечка в Утрехті.